# Баркалова Людмила Валіївна
Людми́ла Валі́ївна (Валієвна) Барка́лова (до шлюбу - Хазієва) (1947—2018) — радянська плавчиня, триразова чемпіонка СРСР, призер чемпіонату Європи. Майстер спорту СРСР міжнародного класу.

## З життєпису
Народилася 3 листопада 1947 року у місті Харків. Почала займатися плаванням у віці 11 років під керівництвом Олександра Кожуха. Закінчила Харківський політехнічний інститут.
Тричі ставала чемпіонкою СРСР у комплексному плаванні на 200 та 400 метрів (1966 рік), та в естафеті 4×100 метрів вільним стилем (1967). У 1966 році на чемпіонаті Європи в Утрехті здобула бронзову медаль у комплексному плаванні на дистанції 400 метрів.
1968 року вийшла заміж за ватерполіста Олексія Баркалова і завершила спортивну кар'єру. Разом із чоловіком переїхала до Києва, працювала головним лікарем Центру здоров'я Голосіївського району. Була віцепрезиденткою Федерації водного поло України.
Померла 2018 року; похована на Байковому цвинтарі у Києві. Чоловік — Баркалов Олексій Степанович; син — Баркалов Дмитро Олексійович